# Pieter Heerma
Pieter Enneüs Heerma (Amsterdam, 5 augustus 1977) is een Nederlands voormalig politicus. Namens het Christen-Democratisch Appèl (CDA) was hij van 20 september 2012 tot en met 5 december 2023 lid van de Tweede Kamer der Staten-Generaal. Eerder was Heerma persvoorlichter van de CDA-fractie. Hij was ook fractievoorzitter van 21 mei 2019 tot 31 maart 2021 en van 10 januari 2022 tot 4 september 2023.

## Levensloop
Heerma studeerde politicologie aan de Vrije Universiteit te Amsterdam. Hij was in zijn jonge jaren een succesvolle judoka, in de categorie + 100 kg. 
In 1996 en 1997 werd hij kampioen bij het NK junioren, in 1996 werd Heerma 5e bij het WK junioren in Porto en in 1997 bereikte hij de derde plaats bij het EK junioren in Ljubljana.
Tussen 2002 en 2011 was hij woordvoerder en persvoorlichter van de CDA-fractie. Hierna werd Heerma campagneleider voor het CDA in aanloop naar de Tweede Kamerverkiezingen 2012. Hij stond op plaats elf van de CDA-kandidatenlijst. Op 20 september 2012 werd hij beëdigd als Tweede Kamerlid. Heerma begon toen als woordvoerder sociale zaken.
Voor hij Kamerlid werd, was hij manager bij De Friesland Zorgverzekeraar.
Op 21 mei 2019 volgde Heerma Sybrand Buma op als fractievoorzitter van het CDA. Tijdens de kabinetsformatie in 2021 was hij bij de onderhandelingen de secondant van partijleider Wopke Hoekstra, die tijdens de formatie het fractievoorzitterschap overnam. Sinds 10 januari 2022 is Heerma opnieuw fractievoorzitter, nadat Hoekstra werd beëdigd als minister in het kabinet-Rutte IV. Op 10 juli 2023 maakte Heerma bekend zich niet meer verkiesbaar te stellen voor de Tweede Kamerverkiezingen 2023. Bij zijn afscheid op 5 december 2023 werd hij benoemd tot ridder in de Orde van Oranje-Nassau.

## Persoonlijk
Heerma is getrouwd en heeft twee zoons. Hij is een zoon van voormalig CDA-fractievoorzitter Enneüs Heerma (1944-1999). Heerma noemt zichzelf agnost. Hij was daarmee de eerste niet-christelijke fractievoorzitter van het CDA in de Tweede Kamer.